# Медаль «Храбрость»
Медаль «Храбрость» (туркм. «Edermenlik») — государственная награда Туркменистана.

## Статут медали[1]
- Медаль Туркменистана «Храбрость» учреждена для награждения за личное мужество, проявленное при исполнении гражданского и служебного долга.

- Медалью «Храбрость» награждаются военнослужащие, сотрудники Министерства внутренних дел, Министерства национальной безопасности Туркменистана, Государственной службы Туркменистана по борьбе с наркотиками и другие граждане.
  - Медалью Туркменистана «Храбрость» награждаются также лица, не являющиеся гражданами Туркменистана.

- Награждение медалью «Храбрость» производится за личное мужество:
  - при выполнении воинского долга в условиях, сопряжённых с риском для жизни;
  - при ликвидации преступных групп и задержании лиц, совершивших преступления;
  - при спасении людей в чрезвычайных ситуациях, при ликвидации последствий стихийного бедствия.

- Лицам, удостоенным награды, вручаются медаль «Храбрость» и удостоверение.

- Гражданам Туркменистана, награждённым медалью «Храбрость», выплачивается единовременная премия в размере пятикратной минимальной заработной платы и устанавливается ежемесячная надбавка к заработной плате, должностному окладу, пенсии, пособию или стипендии в размере 20 процентов минимальной оплаты труда.

- Лица, награждённые медалью «Храбрость», пользуются льготами в случаях и порядке, установленными законодательством.

## Описание медали «Храбрость»
Медаль круглой формы. На основном поле жëлтого цвета, сверху выпуклая надпись «Edermenlik», в центре медали помещено изображение круглого щита с двумя перекрещенными саблями за щитом, снизу — полумесяц, обрамлëнный двумя оливковыми ветвями под которыми надпись «TÜRKMENISTAN».
Основа планки медали Туркменистана «Храбрость» выполнена из шёлковой ткани красного цвета, через которую проходят пять вертикальных линий жёлтого цвета. Внешние края планки окаймлены полосой жёлтого цвета.